# DTS
數位劇院系統（DTS，Digital Theater Systems）由DTS公司（DTS Inc.，NASDAQ：DTSI）開發，為多聲道音訊格式中的一種，廣泛應用於DVD音效上。其最普遍的格式為5.1聲道。與杜比數位為主要競爭對手。要實現DTS音效輸出，需在硬體上及軟體上符合DTS的規格，多數會在產品上標示DTS的商標。

## 歷史
DTS公司的初期創辦者之一是電影導演史蒂芬·史匹柏，他在公司成立之前，感到當時的戲院音響系統已經水準不再，及認為在音響品質是最重要的大前提下已不再理想。DTS音響格式於1991年研發，比另一主流格式杜比數位晚四年面世。DTS的最普遍及基本的聲道配置為5.1聲道，和杜比數碼的配置相近，都是把五條主要（全域）聲道和一條低頻聲道作編碼。
DTS標準不論編碼器和解碼器都支援不同組合的聲道配置（2.0、4.0、4.1等），亦曾以DVD、CD及LD發行。
其他新的DTS標準亦相繼出台，包括支援6.1聲道的DTS-ES。DTS在多聲道戲院音響上的主要競爭者為杜比數碼及SDDS，但在家用上僅為杜比數碼。DTS的面世電影為史匹堡1993年作品《侏羅紀公園》，在杜比數碼《蝙蝠俠歸來》发布后略少于一年后面世。另外，《侏羅紀公園》亦成為首部有DTS音軌的家庭音像（面世於1997年1月），在杜比首部家庭音像（LD格式的《燃眉追擊》（Clear and Present Danger）发布于1995年1月）面世两年后发布。
DTS於2008年5月將戲院音響部門售予Beaufort California Inc.，即之後的Datasat Digital Entertainment，在戲院上DTS改稱為DATASAT Digital Sound。DTS公司則繼續專注於家庭影院音響技術的研發。

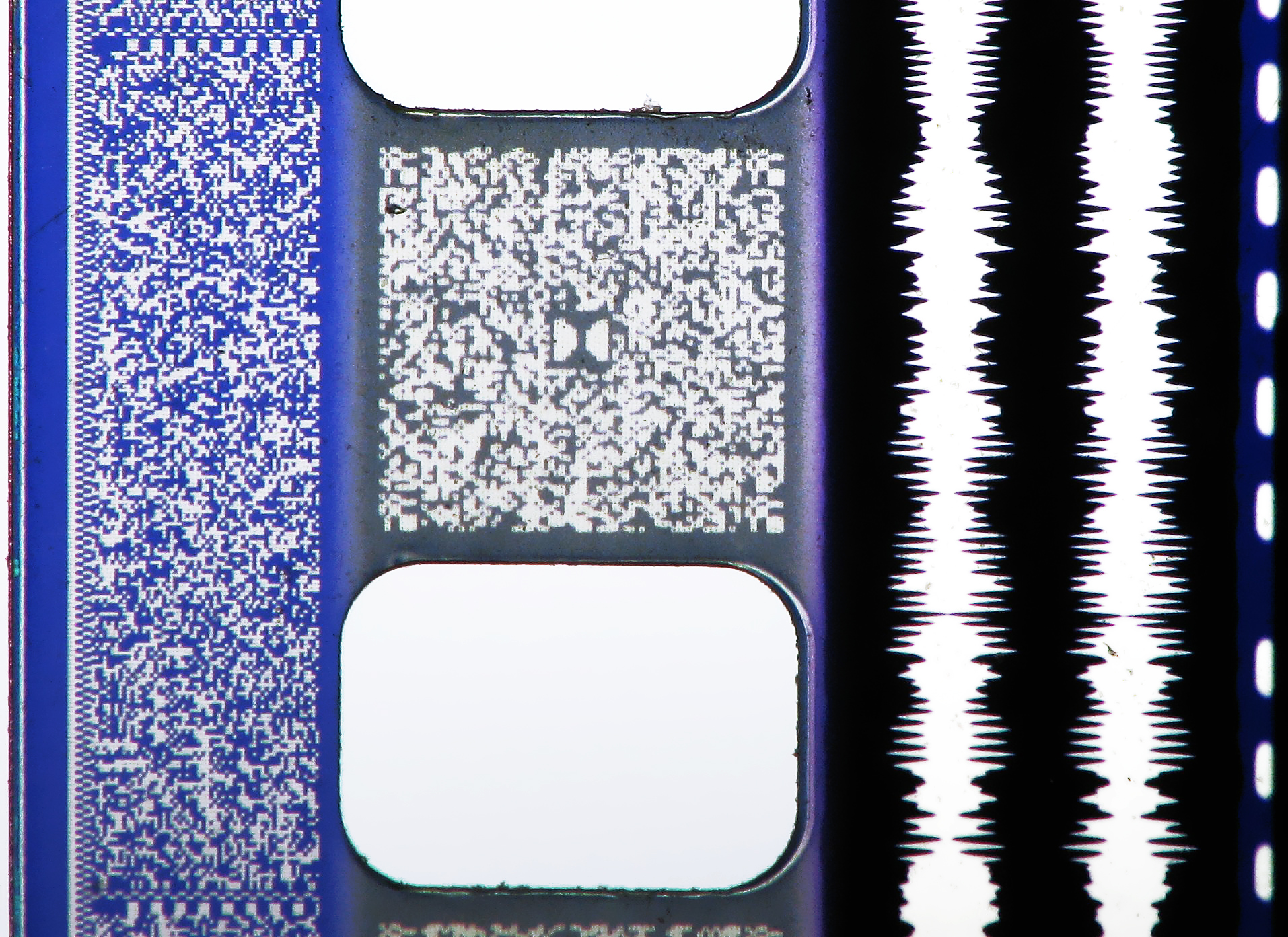
印有四種格式音軌的拷貝底片─（左至右）SDDS（邊緣藍色條）、杜比數碼（片孔間的灰色格子）、光聲聲軌（兩條白線）及DTS時間碼（破折線）

在戲院用途上，DTS資料以特別編製的時間碼，以光學印片機複印在底片上。光學式LED閱讀器讀取時間碼後傳送至DTS處理器，來作聲畫同步。一片標準CD-ROM中壓縮音訊實際的位元率為1103 kbps。處理器亦作為讀取DTS光碟中音訊的角色，新式處理器更可載入3片CD-ROM、或以硬碟作儲存。另外印製的時間碼內含元資料，以資識別，以防當錯的光碟載入後被誤讀。
基於以上先天因素，DTS以CD-ROM儲存音訊，比起杜比數碼有更多細緻的資訊、更為清晰。音訊和時間碼的分離，免除了「底片損毀等於音訊損毀」的風險；但一旦底片時間碼損毀，就不能把光碟內的音訊播放出來。
DTS数字格式（包含DTS Surround Digital 5.1，DTS-ES，DTS 96/24，DTS-HD Master Audio，DTS-HD High Resolution Audio）被ETSI记录为ETSI TS 102 114；DTS:X被ETSI记录为ETSI TS 103 491。

## 相關格式
除了標準DTS 5.1編碼外，DTS亦開發出數種不同技術，在其應用範圍內和杜比實驗室競爭。主要的技術如下：

### DTS 70 mm
此技術應用在70 mm底片放映的DTS播放方式。含有DTS時間碼的70 mm拷貝沒有六聲道磁帶聲軌，所以在數碼訊號錯誤時是沒有後備模擬音訊的。通常戲院會安裝兩部時間碼閱讀器以確保播放順利。
隨着70 mm戲院的沒落，DTS 70 mm已成為影片修復及重映所用的格式。杜比數碼從未涉足70 mm的技術。
現時仍有Iwerks 70 mm以DTS 70 mm格式作音訊格式，例有：4D超立體巨幕影館。

### DTS-ES
DTS Extended Surround，是DTS在Digital Sound/Digital Surround基礎上的6.1聲道版，分Matrix（以矩陣方式由5.1模擬至6.1）及Discrete（原生6.1聲道壓縮）兩種，與DTS 96/24一樣，取樣率高達96kHz，每取樣位元升至24 bit。應用在戲院及DVD等。此格式的對手為杜比數碼EX。

### DTS NEO:6
應用於擴音機上的模擬多聲道技術，與杜比ProLogic IIx技術有相同原理。

### DTS NEO.X
可以從任何矩陣式立體聲從2.0到5.1、7.1、9.1轉換成11.1聲道的環繞音效。

### DTS 96/24
DTS在Digital Sound/Digital Surround基礎上的高取樣、細緻版，取樣率高達96kHz，每取樣位元升至24 bit。應用在DVD。

### DTS-HD Master Audio
在Blu-ray Disc及HD-DVD新一代藍光媒體下發表的音效格式。以無損耗方式壓縮高達8聲道、96kHz/24bit的LPCM聲音資訊。此格式的對手為杜比TrueHD。

### DTS-HD High Resolution Audio
與Master Audio一起發表，但卻以有損耗式壓縮。

### DTS-HD Master Audio Essential
在此之前，DTS-HD共有兩種標準，分別是DTS-HD Master Audio和DTS High Resolution Audio。其中只有DTS-HD Master Audio能夠實現與原始錄音的逐比特對應無損還原。新推出的DTS-HD Master Audio Essential則保留了DTS-HD Master Audio的絕大部分規格，只有在解碼BD時不支持DTS ES Matrix和NEO 6，解碼DVD時不支持DTS | 96 /24、DTS ES、ES Matrix和NEO 6。
當遇到以上格式編碼的內容時，DTS-HD Master Audio Essential設備可自動降級至DTS Digital解碼播放。並且，如果用戶的功放支持DTS-HD Master Audio，採用Essential簡化標准的碟機同樣可以通過HDMI流輸出至功放實現這些格式的正常解碼（如DMR-BW930藍光播放機）。

### DTS Connect
DTS Connect是兩個電腦用音訊技術的總括名稱，把電腦音訊轉換成DTS音訊，經S/PDIF接線輸出至相容解碼器材。這兩個技術名為DTS Interactive及DTS Neo:PC。
- DTS Interactive：是一個DTS實時編碼器，把電腦音訊轉換成1536 kb/s DTS音訊流輸出。
- DTS Neo:PC：是一種基於DTS Neo:6的模擬多聲道技術，把雙聲道音訊如MP3、AAC、CD音訊或遊戲，模擬成7.1聲道音訊，以DTS音訊流經S/PDIF接線輸出至解碼器材。

### DTS Surround Sensation
前稱DTS Virtual，容許以耳機模擬5.1音效。競爭對手為「杜比耳機」。

### DTS Headphone:X
可以從立體聲耳機容許以模擬成11.1環繞音效。

## 外部連結
- DTS公司官方網頁（页面存档备份，存于）
- libdca - a free DTS Coherent Acoustics decoder（页面存档备份，存于）